# Аркадія (Цілком таємно)
Аркадія (Arcadia) — 15-й епізод шостого сезону серіалу «Цілком таємно». Епізод не належить до «міфології серіалу» — це монстр тижня. Прем'єра в мережі «Фокс» відбулася 7 березня 1999 року.
У США серія отримала рейтинг домогосподарств Нільсена рівний 10.5, який означає, що в день виходу її подивилися 17.9 мільйона чоловік.
В каліфорнійському містечку Аркадія безслідно зникають жителі. При розслідуванні Малдер і Скаллі під виглядом подружньої пари заселяються в містечко і незабаром з'ясовують, що дивна любов місцевих жителів до суворого розпорядку обумовлена страхом перед невідомим монстром.

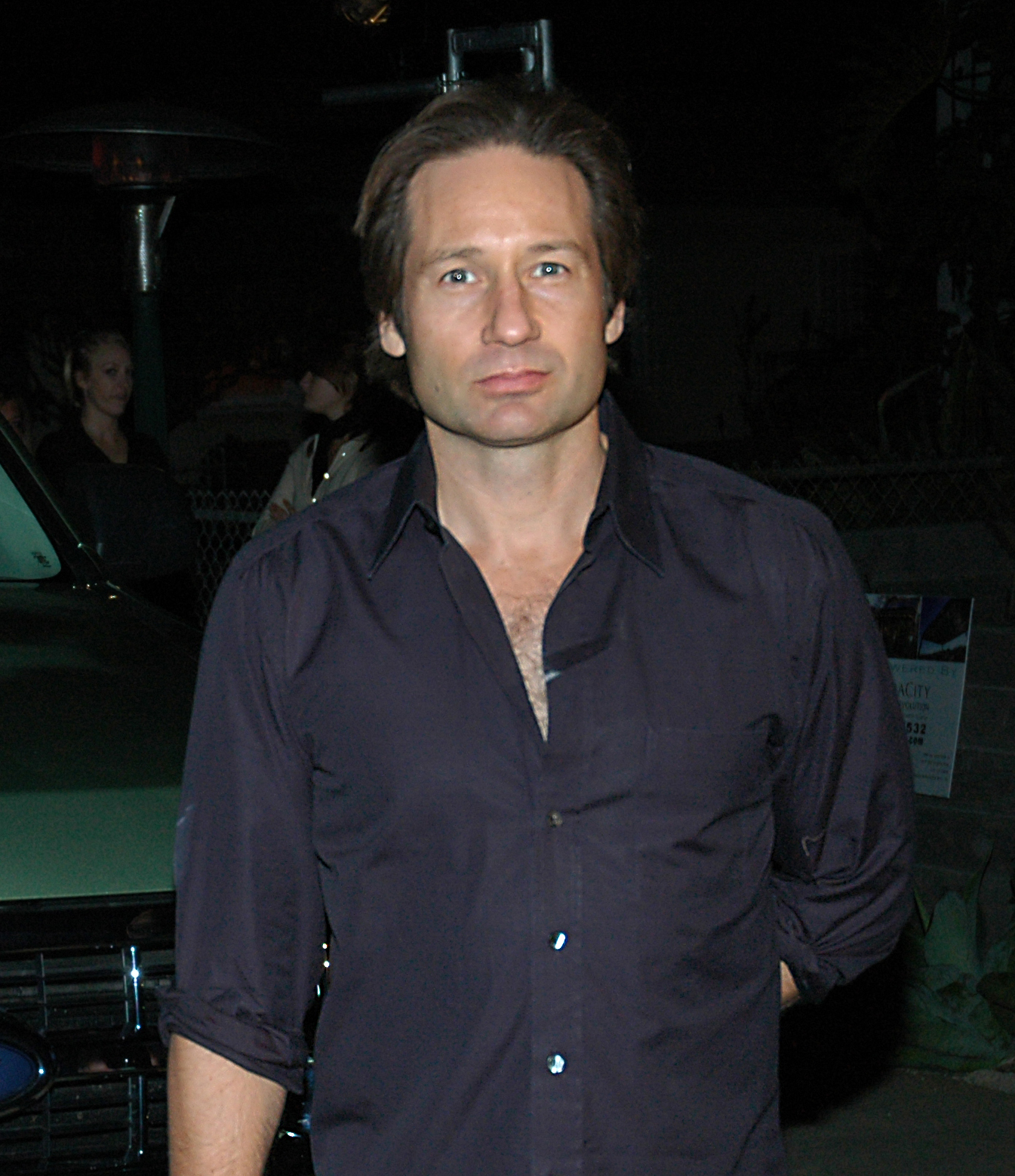

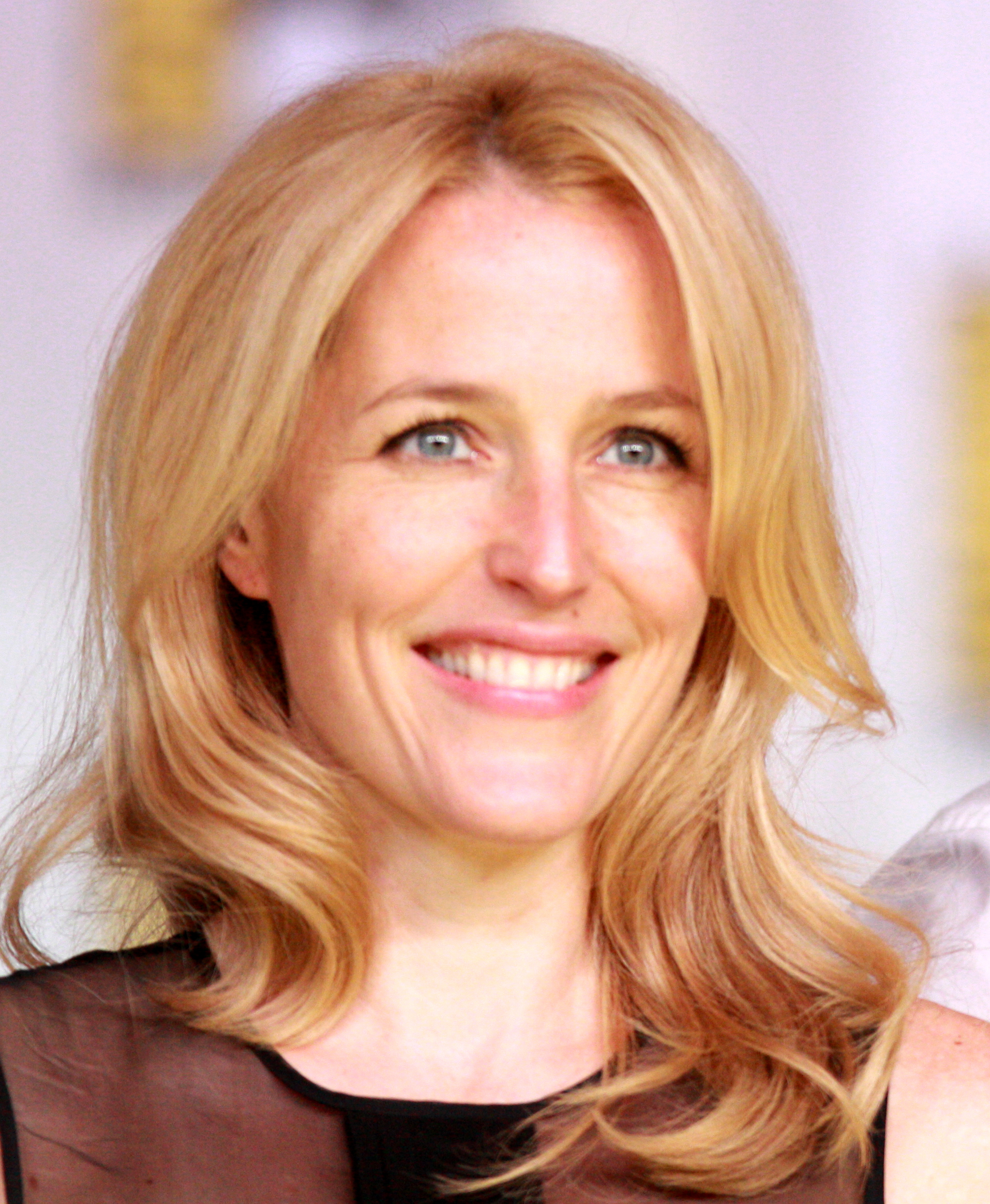

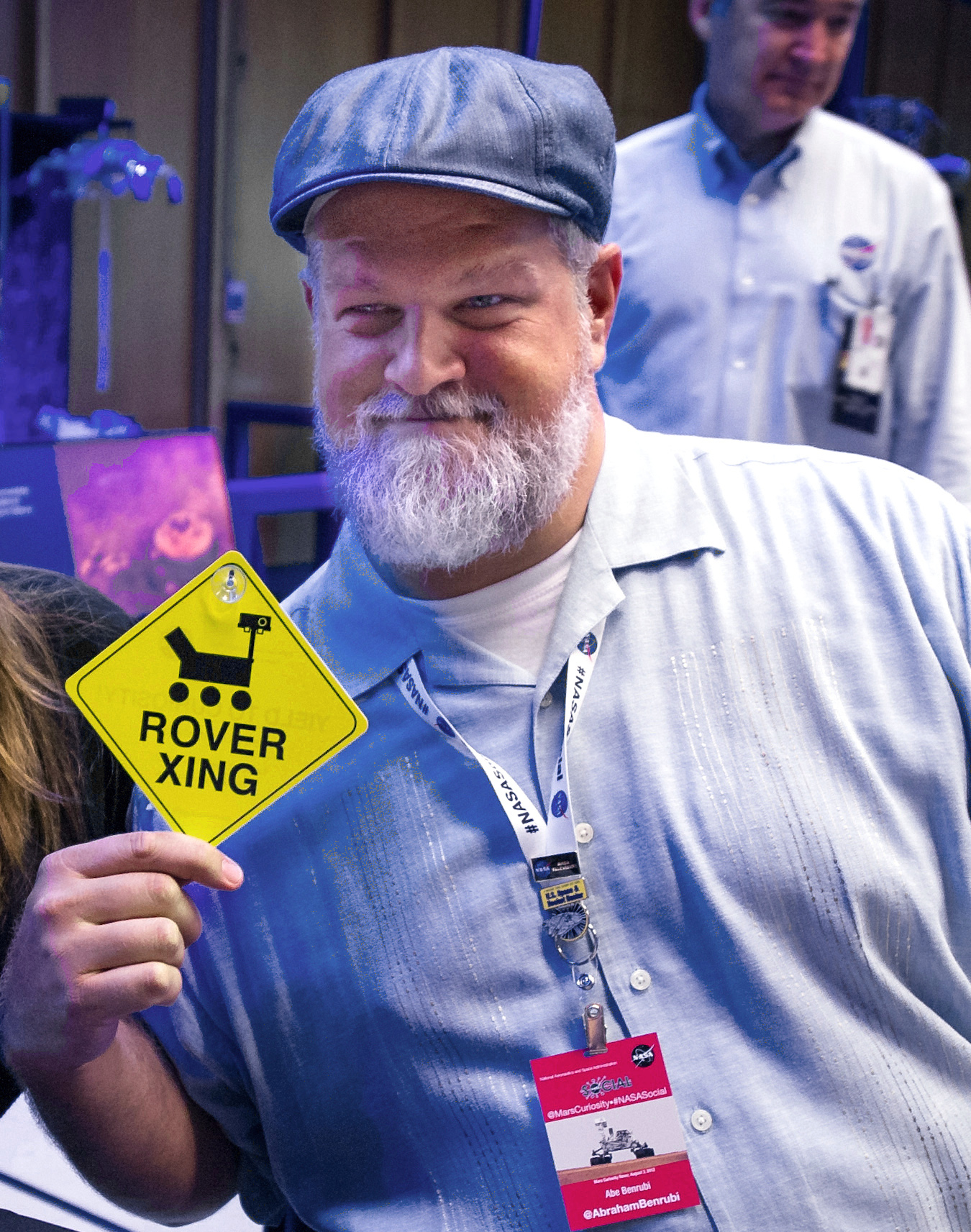

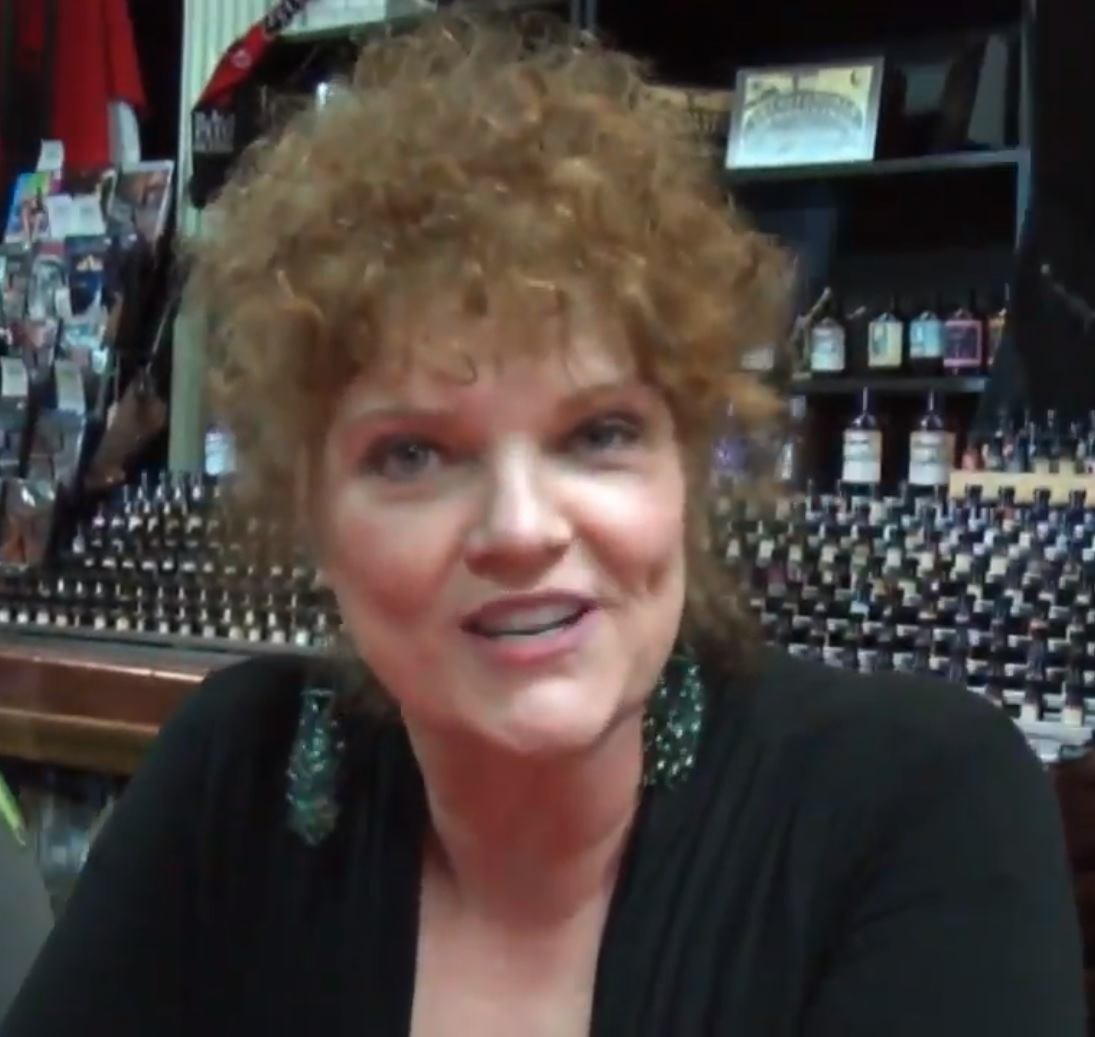

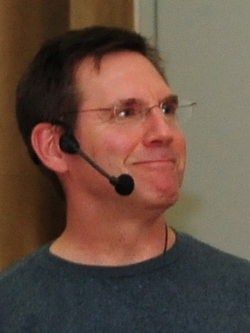

## Зміст
Істина десь поруч
Житель ідилічної запланованої громади Аркадія Фоллс округу Сан-Дієго Девід Клайн, роздратований величезною кількістю правил, яким повинен відповідати його будинок, отримує посилку з вітряною іграшкою. Клайн, незважаючи на протест дружини, ставить іграшку на дах будинку — на зло сусідам. Тієї ж ночі в будинок до Клайнів приходить монстр і вбиває їх обидвох.
Через 7 місяців по тому Малдер і Скаллі під вигаданими іменами Роб й Лора Пітрі прибувають в громаду, як покупці будинку Клайн. Агенти приходять в подив, дивлячись, як сусіди милі, доброзичливі і послужливі, але, в той же час, нагадують новоприбулим про численні заборони (наприклад, сусід Він Шредер нервово тягне портативне баскетбольне кільце Малдера в гараж, кажучи, що ці кільця заборонені зводом правил громади). В'їхавши (час в'їзду також строго регламентовано), агенти починають обшук будинку (Клайни - третє зникле подружжя), і Малдер знаходить біля лопасті вентилятора на стелі якусь речовину, схожу на кров. На вечері в будинку голови громади Джина Ґоґоляка сусіди агентів діляться з господарем будинку своїми враженнями про нових мешканців. В кінці розмови Ґоґоляк говорить Шредеру, що Майк — «слабка ланка», і з ним потрібно розібратися. Тієї ж ночі Великий Майк бачить, що у нього перегорів ліхтар у дворі. Намагаючись замінити лампочку, Майк піддається атаці монстра і пропадає без сліду. Наступного вечора Скаллі після вечері у Шредера випадково знаходить в каналізації ланцюжок Майка.
На ранок Скаллі відвозить пляму з вентилятора в лабораторію, а Малдер перевіряє теорію, що під загрозу потрапляють порушники правил громади. Для цього агент встромляє некрасиву фігуру рожевого фламінго у дворі, а потім псує поштову скриньку. Коли Малдер відволікається від стеження за цими об'єктами, хтось непомітно приводить двір у відповідність з правилами і залишає в поштовій скриньці записку «будьте як усі… поки не стемніло». Увечері Малдер витягує баскетбольне кільце з гаража. Коли нервовий Шредер намагається прибрати кільце, монстр виникає поруч з дружиною Шредера на ганку їх будинку. Малдер вистрашує монстра, і всі троє бачать, що у Шредера перегорів ліхтар, як раніше у Майка.
Ґоґоляк оголошує Шредеру, що «Пітрі — справжня проблема». За результатами лабораторних аналізів плями, Малдер вирішує розкопати двір в пошуках тіл Клайнів, замаскувавши це під створення ставочка. Йому вдається знайти лише вітряну іграшку, на якій виявляється логотип компанії Ґоґоляка. 
Монстр приходить в будинок «Пітрі», коли там знаходиться тільки Скаллі. Ціною свого життя її рятує поранений Майк, він весь цей час ховався в каналізації. 
Малдер в конфліктній розмові з Ґоґоляком каже, що вбивства здійснює тибетська мислеформа Тульпа, породжена свідомістю схибленого на правилах голови. Прикувавши Ґоґоляка кайданками до ліхтаря, Малдер рушає на пошуки Скаллі. У цей момент істота атакує та мимоволі порушує правила громади Ґоґоляка і сама руйнується після його смерті.

## Зйомки
Деніел Аркін, сценарист серіалу з шостого сезону, написав «Аркадію», грунтуючись на власному невдалому досвіді. У 1991 році Аркін оселився в запланованій громаді. Вантажники запізнилися, і розвантажувати речі під час переїзду довелося ввечері. Незабаром Аркін отримав штраф від правління громади на суму в 1000 доларів за порушення одного з правил «трьохсотсторінкового зводу», яке регламентувало тимчасові рамки для переїзду. Тому, отримавши завдання написати сценарій до епізоду «Цілком таємно», Аркін вирішив висвітлити негативну сторону подібних організацій.
Спочатку головний антагоніст замислювався як якийсь метафоричний «Бугімен». Кріс Картер порадив замінити цю невизначеність на справжнє чудовисько, і Аркін ввів в сюжет елементи міфу про Тульпу. Ідею «одружити» Малдера і Скаллі одноголосно підтримали всі штатні сценаристи серіалу в ході наради, вважаючи її дуже правдоподібною — як легенду для роботи головних героїв під прикриттям.
На роль Великого Майка був запрошений Абрахам Бенрубі, відомий за роллю Джеррі Марковіца в серіалі « Швидка допомога». Знімальна група серіалу навіть не хотіла відпускати Бенрубі на зйомки «Цілком таємно» з побоювань, що це створить труднощі для їх власної роботи. Але у Бенрубі з'явилося «вікно» в кілька днів, і за цей період й були зняті всі сцени з його участю в «Аркадії». В один із днів акторові довелося сидіти у кріслі гримера протягом 4 годин, а наступні майже 12 годин ходити з штучними ранами.
Створення «чудовиська зі сміття» давалося важко. В процесі створення істота у знімального колективу отримала прізвиська «Стероїдний Гамбі», «Містер Баттерворт», «Фекальний Фред» і «Какомонстр». Асистент режисера Брюс Картер пояснював, що вибір зводився до одного із двох варіантів: «мускулиста істота, що створюється силою думки Джина Гоголака», або більш традиційне створення зі сміття, покрите «банановою шкіркою і кавовими зернами». Зрештою, костюм монстра був створений з пінополіуретану, до якого були прикріплені шматки рваної гуми. Конструкція була занурена в липкий бруд — для створення «сміттєвого» ефекту. Незважаючи на всю роботу по створенню чудовиська, більшість сцен із його участю були вирізані з фінальної версії епізоду.

## Показ і відгуки
Прем'єра епізоду відбулася на каналі «Fox network» 7 березня 1999 року. Рейтинг Нільсена склав 10,5 бала з часткою в 16,0 — приблизно 10,5 % з усіх обладнаних телевізором домогосподарств в США і 16 % від усіх домогосподарств, які дивилися телевізор у той вечір, були налаштовані на прем'єру епізоду. Кількість глядачів, які дивилися прем'єру, оцінюється в 17,9 мільйона осіб. Епізод був показаний у Великій Британії і Ірландії по «Sky One» 20 червня 1999 року та отримав 1,02 мільйона глядачів, що зробило його найпопулярнішим епізодом того тижня.
Від критиків «Аркадія» отримала змішані відгуки. Роб Брік з «Topless Robot» назвав серію десятим самим смішним епізодом «Цілком таємно», виділивши два типи гумору в серії. Перший — «явно сміховинний» — пов'язаний з ідеєю «одружити» Малдера і Скаллі, тоді як другий — пародіює реальне життя в запланованих громадах. Тімоті Секстон («Yahoo! News») вважав «сміттєвого монстра» одним з кращих монстрів тижні в історії «Цілком таємно». Письменники Роберт Шірман і Ларс Пірсон в книзі «Хочемо вірити: Критичний путівник по Цілком таємно, Мілленіуму та Самотніх стрільцях» присвоїли епізоду 4 зірки з п'яти. На думку авторів, наріжним притягувальним моментом серії була ідея, що Малдер і Скаллі працюють під прикриттям одруженої пари япі. Однак кульмінаційну сцену автори порахували занадто «поспішною».
Емілі Вандерверфф в огляді для «The A.V. Club» була більш стриманою, присвоївши серії оцінку «B +» (3,5 бала з 4-х можливих), зазначивши, що епізод не належить до числа кращих в серіалі. На її думку, це пов'язано з тим, що епізод показує, якими б були Малдер і Скаллі в спільному сімейному житті, тоді як монстра «складно зрозуміти». Ще більш критична щодо «Аркадії» була Пола Вітаріс з «Cinefantastique», присудивши епізоду 2 зірки з чотирьох. Похваливши акторську гру Духовни в сценах, де він «бунтує проти правил», антагоністів серії Вітаріс охарактеризувала як «стереотипних самолюбивих міщан».